# Himalayahaakbek
De himalayahaakbek (Carpodacus subhimachalus, synoniemen: Pinicola subhimachalus en Propyrrhula subhimachala) is een zangvogel uit de familie Fringillidae (vinkachtigen). De vogel lijkt op de haakbek, maar is daar minder mee verwant dan eerder gedacht. Op de IOC World Bird List wordt de vogel binnen het geslacht van de roodmussen geplaatst.

## Kenmerken
De vogel is 19 tot 20 cm lang en weegt  44 tot 50 gram. De vogel is gemiddeld iets kleiner dan de haakbek, maar heeft hetzelfde compacte postuur en een lange staart. De bovensnavel is niet gehaakt en verder mist de vogel de duidelijke vleugelstrepen van de gewone haakbek.

## Verspreiding en leefgebied
Deze soort komt voor van Nepal tot zuidoostelijk Tibet, zuidwestelijk China en noordoostelijk Myanmar. Het leefgebied is montaan terrein met dwergstruiken, meestal  Juniperus, rododendrons en struikvormige wilgen die liggen boven de boomgrens op hoogten tussen de 3200 en 4200 m boven de zeespiegel. Buiten de broedtijd komt de vogel lager voor (tussen 1800 en 3600 m) in naald- en gemengd bos met een dichte ondergroei.

## Status
De grootte van de populatie is niet gekwantificeerd. Plaatselijk is de vogel algemeen in geschikt leefgebied. Men veronderstelt dat de soort in aantal stabiel is. Om deze redenen staat de himalayahaakbek als niet bedreigd op de Rode Lijst van de IUCN.